# 比亞樂堤
比亞樂堤公司，是義大利一家廚房用具公司、跨國企業，產品以烹煮咖啡的摩卡壺著稱，由阿方索·比亞樂堤创建，现在的总部设在義大利的克魯西納洛。

## 历史
- 1919年，摩卡壺之父──阿方索·比亞樂提由當時的洗衣機得到的靈感，洗衣機中間的金屬管，將加熱後的肥皂水從底部吸上來再噴到衣服上，設計出經典摩卡壺，也是世界第一支利用蒸汽壓力萃取咖啡的家用咖啡壺。
- 1933年，阿方索创建比亞樂堤公司，並開始對外銷售摩卡壺。
- 1940年，摩卡壺產量破70000個。
- 1946年，阿方索的兒子雷納多·比亞樂堤接手並將產品線縮小到一個單一的產品：經典摩卡壺moka express。
- 1953年，以其子Renato為形象所創造出來的一個 Bialetti 的 logo 造型一個卡通形象的八字鬍的男人手指向上好像出聲在點一杯咖啡一樣作为公司的标志，这就是后来所有摩卡壺上面印的小人偶。最初的草圖和標識創建於1953年由保羅Campani設計。
- 1956年，比亞樂堤已成功地構建了一個國家的最先進的工廠在奧梅良，並開始生產鍋具。
- 1970年3月4日，阿方索逝世，享壽81歲。
- 2001年，到2001年已生產220萬台，迄今為止的摩卡壺生產數量已經達到了2億個。
- 2003年，成立比亞樂堤控股公司。
- 2007年，在米蘭證交所（Borsa Italiana）上市。
- 2016年2月11日，雷納多逝世，享壽93歲。
- 2018年11月，因負債已達6880萬歐元，且積欠員工薪資及稅金，比亞樂堤向法院申請破產保護，進入重整程序[1]。

## 旗下品牌
- 比亞樂堤（Bialetti）
- 意特南鍋具（Aeternum）
- 蘭迪鍋具（Rondine）
- CEM
- Girmi